# Dominic Raab
Dominic Rennie Raab (Buckinghamshire, 25 febbraio 1974) è un politico britannico del Partito Conservatore, Vice primo ministro del Regno Unito dal 26 ottobre 2022 al 21 aprile 2023. Precedentemente aveva ricoperto lo stesso incarico dal 15 settembre 2021 al 6 settembre 2022, esercitando anche le funzioni di Lord cancelliere e Segretario di Stato per la giustizia. Inoltre, ha anche ricoperto alte cariche nei governi conservatori di David Cameron, Theresa May, nel primo e nel secondo Governo Johnson: è stato Primo Segretario di Stato e Segretario di Stato per gli affari esteri e del Commonwealth, Segretario di Stato per l'uscita dall'Unione europea.

## Biografia
Cresciuto a Gerrards Cross, nel Buckinghamshire, è figlio di padre ebreo nato in Cecoslovacchia e arrivato in Gran Bretagna nel 1938 all'età di sei anni come rifugiato. Dominic Raab, come la madre, è seguace della Chiesa d'Inghilterra.
Ha studiato alla Grammar School di Amersham, quindi ha frequentato la Lady Margaret Hall, a Oxford, dove si è laureato in giurisprudenza e ha vinto il Premio Clive Parry per il diritto internazionale. Dopo la laurea, ha conseguito un master presso il Jesus College di Cambridge. Inizialmente Raab esercitò la professione d'avvocato presso lo studio Linklaters di Londra e ha trascorso l'estate del 1998 presso l'Università di Bir Zeit vicino a Ramallah, dove ha lavorato per uno dei principali negoziatori palestinesi degli accordi di pace di Oslo, valutando i progetti della Banca Mondiale sulla Cisgiordania.
Nel 2000 è entrato nel Foreign Office, coprendo vari incarichi, tra cui dirigente di una squadra presso l'ambasciata britannica a L'Aia dedicata a consegnare i criminali di guerra alla giustizia. Dopo essere tornato a Londra, si è occupato del conflitto arabo-israeliano, dell'Unione europea e di Gibilterra. Dal 2006 al 2010 Raab ha lavorato in Parlamento come capo dello staff di due esponenti del governo ombra dell'opposizione conservatrice, all'epoca in cui il laburista Gordon Brown era premier.
Raab è stato eletto membro del Parlamento (MP) per Esher and Walton nel 2010. Il 12 maggio 2015 è stato nominato Sottosegretario di Stato parlamentare presso il Ministero della Giustizia. A seguito delle elezioni generali del 2017, Raab è stato nominato Ministro di Stato per la Giustizia. Nel gennaio 2018 Theresa May procedette ad un rimpasto di governo e Raab fu trasferito al Ministero per la Casa, le comunità e il Governo locale. Il 9 luglio 2018 Raab è stato nominato Segretario di Stato per l'uscita dall'Unione europea dal Primo ministro Theresa May a seguito delle dimissioni di David Davis, rimanendo in carica fino al 15 novembre, quando si è dimesso in opposizione all'esito dei negoziati sulla Brexit, con una lettera inviata via twitter. Gli è succeduto Stephen Barclay.
In seguito all'annuncio del ritiro di Theresa May dalla guida del Governo nel maggio 2019, Raab si candida per succederle, ma, eliminato nel secondo ballottaggio, decide di appoggiare Boris Johnson. Questi, nel nuovo Governo, lo nomina Primo Segretario di Stato e Ministro degli Esteri, de facto l'incarico più alto in grado dopo quello del Primo Ministro, come ribadito dal Governo il 23 marzo 2020, durante la pandemia di COVID-19 nel Regno Unito. 
Il 6 aprile 2020, Raab assume le funzioni di primo ministro supplente, sostituendo il Premier Boris Johnson, incapacitato a causa dell'aggravarsi delle sue condizioni di salute, quando viene ricoverato in terapia intensiva presso il St Thomas Hospital di Londra a causa dell'infezione da COVID-19.
Nel 2024 non si ricandida parlamentare.

## Vita privata
Raab è sposato con Erika Rey, una marketing executive brasiliana che lavora per un'azienda del settore IT. Hanno due figli e abitano a Thames Ditton, nel Surrey.
È una cintura nera 3° Dan nel karate.